# Lawrence Ati-Zigi
Lawrence Ati-Zigi, né le 29 novembre 1996 à Accra, est un footballeur international ghanéen qui occupe le poste de gardien de but au FC Saint-Gall.

## Biographie

### En club
Lawrence Ati Zigi commence le football au Ghana dans son pays natal, où il est formé sous les couleurs de la Red Bull Academy. En 2014, il rejoint l'Autriche pour s'engager avec le FC Liefering qui évolue en seconde division autrichienne. Lors de sa première saison au club, il joue seulement six matchs mais le club termine à la seconde place du championnat. Il gagne du temps de jeu lors des deux saisons suivantes en jouant respectivement seize et onze matchs.
En 2017, il rejoint le FC Sochaux pour être la doublure de Maxence Prévot. Il joue son premier match professionnel contre le Valenciennes FC lors du premier tour de Coupe de la Ligue. Profitant de la blessure du gardien titulaire, il prend part à sept rencontres de championnat tout en participant au parcours du club en Coupe de France en étant titularisé lors des quatre rencontres notamment contre deux pensionnaires de Ligue 1, le Amiens SC que Sochaux élimine sur le score fleuve de six buts à zéro et le Paris SG qui les élimine en huitième de finale.

### En équipe nationale
Avec les moins de 20 ans du Ghana, il participe à la Coupe du monde des moins de 20 ans en 2015. Lors du mondial junior organisé en Nouvelle-Zélande, il est gardien titulaire et joue quatre matchs. Le Ghana s'incline en huitièmes de finale face au Mali. Lawrence Ati Zigi encaisse six buts lors de cette compétition.
Il joue son premier match en équipe du Ghana le 10 octobre 2017, en amical contre l'Arabie saoudite lors d'une victoire trois buts à zéro. Toutefois, ce match n'est pas reconnu par la FIFA. Il doit attendre le 7 juin 2018, pour disputer son premier match international officiel, lors d'une rencontre amicale face à l'Islande (2-2). Il participe avec le Ghana à sa première compétition internationale lors de la Coupe d'Afrique des nations 2019 organisée en Égypte. Deux ans plus tard, il est de nouveau convoqué pour participer à la Coupe d'Afrique des nations 2021. Le 14 novembre 2022, il est sélectionné par Otto Addo pour participer à la Coupe du monde 2022.  Le 31 décembre 2023, il est retenu dans la liste des vingt-sept joueurs ghanéens sélectionnés par Chris Hughton pour disputer la Coupe d'Afrique des nations 2023.

## Statistiques
| Saison                | Club                   | Championnat           | Championnat | Championnat | Coupe nationale | Coupe nationale | Coupe de la Ligue | Coupe de la Ligue | Total | Total |
| Saison                | Club                   | Division              | M.          | B.          | M.              | B.              | M.                | B.                | M.    | B.    |
| 2014-2015             | FC Liefering           | 2.Bundesliga          | 6           | 0           | -               | -               | -                 | -                 | 6     | 0     |
| 2015-2016             | FC Liefering           | 2.Bundesliga          | 16          | 0           | -               | -               | -                 | -                 | 16    | 0     |
| 2016-2017             | FC Liefering           | 2.Bundesliga          | 11          | 0           | -               | -               | -                 | -                 | 11    | 0     |
| 2017-2018             | FC Sochaux-Montbéliard | Ligue 2               | 7           | 0           | 4               | 0               | 1                 | 0                 | 12    | 0     |
| 2018-2019             | FC Sochaux-Montbéliard | Ligue 2               | 10          | 0           | 2               | -               | -                 | -                 | 12    | 0     |
| Total sur la carrière | Total sur la carrière  | Total sur la carrière | 40          | 0           | 4               | 0               | 1                 | 0                 | 45    | 0     |

## Palmarès
Avec le FC Liefering, il est vice-champion d'Autriche de D2 en 2015.